# Kalinyivszke
Kalinyivszke (cirill betűkkel: Калинівське), 2016-ig Kalinyinszke (Калінінське), 1927–1944 között Kalinyindorf (Калініндорф), 1927-ig Velika Szejdemanuha (oroszul Bolsaja Szejgyemenuha) városi jellegű település Ukrajna Herszoni területének Beriszlavi járásában. A település Kalinyivszke község székhelye.